# Renate Müller (Filmeditorin)
Renate Müller (geb. vor 1963) ist eine deutsche Filmeditorin, die von 1963 bis 1991 aktiv war.
Sie begann ihre Tätigkeit als Schnittmeisterin 1963 mit drei Folgen der Serie Blaulicht beim Fernsehen der DDR. Ab 1971 war sie für den Schnitt von 20 Episoden der Reihe Polizeiruf 110 verantwortlich.

## Filmografie (Auswahl)
- 1963–1964: Blaulicht (Fernsehserie, 3 Folgen)
- 1967: Die Räuber (Fernsehfilm)
- 1968: Stunde des Skorpions (Fernsehdreiteiler)
- 1971–1991: Polizeiruf 110 (Fernsehfilmreihe)
  - 1971:  Die Schrottwaage
  - 1974:  Das Inserat
  - 1976:  Der Fensterstecher
  - 1976:  Vorurteil?
  - 1977:  Trickbetrügerin gesucht
  - 1981:  Nerze
  - 1981:  Harmloser Anfang
  - 1983:  Die Spur des 13. Apostels
  - 1983:  Eine nette Person
  - 1984:  Draußen am See
  - 1984:  Freunde
  - 1985:  Treibnetz
  - 1986:  Mit List und Tücke
  - 1986:  Parkplatz der Liebe
  - 1987:  Unheil aus der Flasche
  - 1987:  Die letzte Kundin
  - 1988:  Flüssige Waffe
  - 1990:  Abgründe
  - 1991:  Todesfall im Park
  - 1991:  Thanners neuer Job
- 1975–1982: Der Staatsanwalt hat das Wort (Fernsehreihe)
  - 1975:  Geschiedene Leute
  - 1975: Ohne Ansehen der Person
  - 1977:  Die Zechtour
  - 1978:  Der Kurschatten
  - 1980: Nach der Scheidung
  - 1982: Hoffnung für Anna
- 1989: Die gläserne Fackel (Fernsehserie, 3 Folgen)